# Liujiagou (köpinghuvudort i Kina, Shandong Sheng, lat 37,77, long 120,88)
Liujiagou (kinesiska: 刘家沟, 刘家沟镇) är en köpinghuvudort i Kina. Den ligger i provinsen Shandong, i den östra delen av landet, omkring 370 kilometer öster om provinshuvudstaden Jinan. Antalet invånare är 28 547. Befolkningen består av 14 191 kvinnor och 14 356 män. Barn under 15 år utgör 9,0 %, vuxna 15-64 år 75 %, och äldre över 65 år 14,0 %.
Runt Liujiagou är det tätbefolkat, med 636 invånare per kvadratkilometer. Närmaste större samhälle är Dengzhou, 12,0 km väster om Liujiagou. Trakten runt Liujiagou består till största delen av jordbruksmark.
Genomsnittlig årsnederbörd är 750 millimeter. Den regnigaste månaden är juli, med i genomsnitt 295 mm nederbörd, och den torraste är januari, med 11 mm nederbörd.